# 本田秀男
本田 秀男（ほんだ ひでお、1899年（明治32年）10月7日 - 1966年（昭和41年）2月28日）とは、シテ方金春流能楽師。
熊本県熊本市生まれ。1905年（明治38年）櫻間林太郎（櫻間伴馬の末弟）に入門。1915年（大正4年）に上京し、櫻間伴馬、のち櫻間弓川に師事。1955年（昭和30年）より自身の同門会である秀麗会公演を始める。翌年、金春流宗家金春信高のもとで稀曲研究会を設立し、金春流では廃絶していた能演目の復曲などを行った。1957年（昭和32年）日本能楽会（重要無形文化財保持者に総合認定された者の団体）が結成され、同年から日本能楽会会員。1963年（昭和38年）復曲能「砧」を初演した。
長男は能楽協会専務理事・金春会理事長を歴任している本田光洋（旭日双光章）。

## 著作物

### DVD
- 能楽名演集 金春流「黒塚」櫻間道雄 本田秀男 豊嶋十郎／金剛流「葵上」豊嶋弥左衛門 江崎金治郎、NHKエンタープライズ